# Rena Sofer
Rena Sherel Sofer, född 2 december 1968 i Arcadia, Kalifornien, är en amerikansk skådespelare.

## Karriär

### TV-serier
Sofer har varit med i ett antal TV-serier som gästskådespelare eller annan roll. Bland annat Melrose Place, Vänner, Just Shoot Me! (14 avsnitt i sista säsongen), Seinfeld (avsnittet "The Muffin Tops"), NCIS och Glamour.

### Filmer
Sofer var med i filmen Tro, hopp, kärlek där hon hade en biroll och spelade mot Ben Stiller.

## Privatliv
1995 gifte sig Sofer med Wally Kurth, känd från General Hospital. De fick en dotter, Rosabel Rosalind Kurth. 1997 skilde sig Sofer och Kurth. År 2003 gifte sig Sofer med Sanford Bookstaver och de fick ett barn den ihop 5 augusti 2005. 